# Chvojnov (přírodní rezervace)
Chvojnov je přírodní rezervace poblíž obce Milíčov v okrese Jihlava v nadmořské výšce 605–614 metrů. Oblast spravuje Krajský úřad Kraje Vysočina. Důvodem ochrany jsou cenná luční, rašeliništní a mokřadní společenstva